# Bataille de la Sesia
Sixième guerre d'Italie
La bataille de la Sesia, survenue le 30 avril 1524 au cours de la sixième guerre d'Italie, est une victoire décisive de Charles Quint sur François Ier : les arquebusiers de Charles de Lannoy tiennent en échec les chevaliers français commandés par l'amiral Bonnivet et le comte de Saint-Pol, qui doivent évacuer la Lombardie.
Ennemi le plus actif du connétable de Bourbon, passé aux Impériaux, Bonnivet est nommé en remplacement du vicomte de Lautrec à la tête de l'armée d’Italie. Il pénètre en 1523 dans le Milanais. Plutôt que d'attaquer Milan, il préfère en faire le blocus, dans l'espoir de l'affamer ; mais l'armée impériale entreprend de l’affamer lui-même dans son camp. Bonnivet se retire au-delà du Tessin, et par de mauvaises dispositions, il laisse battre à Rebec le chevalier Bayard. 

## Déroulement
Cette bataille a commencé comme une escarmouche destinée à gêner la retraite des Français. L'arrière-garde de Bonnivet se trouva contrainte de se déployer en ordre de bataille pour permettre aux derniers chariots, pris à partie par des estradiots, de passer le Ticino. Le gros de l'armée espagnole ne rejoint le combat qu'en fin de journée, et les arquebusiers du marquis de Pescaire ne purent qu'en partie bénéficier d'un transport de cavalerie. Les arquebusiers toscans de Jean de Médicis, qui possédaient leurs propres chevaux, mettaient pied à terre pour faire feu puis s'esquiver, inaugurant la tactique des dragons : selon Taylor, cette technique aurait été imaginée à l'issue de la bataille de la Bicoque (1522).

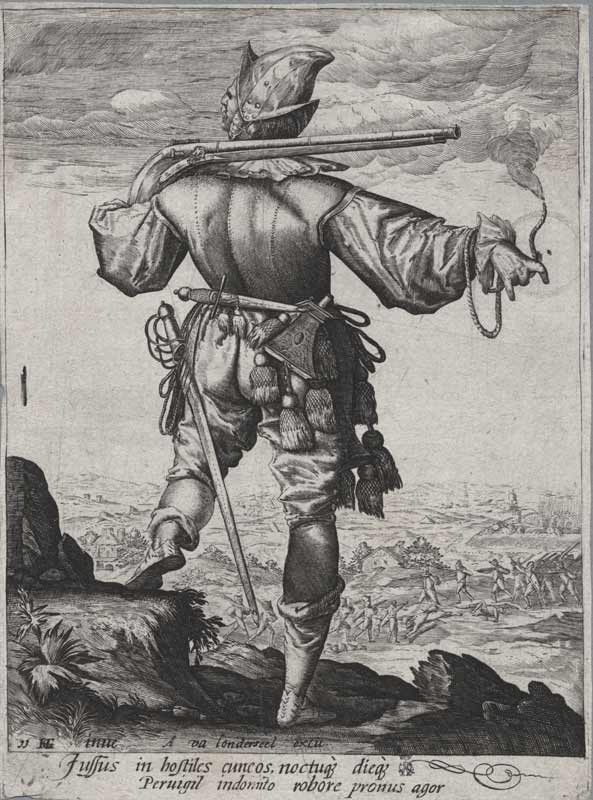
Maniement de l'arquebuse.

On ne possède guère de renseignements sur le champ de bataille de 1524 : la retraite du train français était certainement gênée par la multitude de torrents se déversant au printemps dans le Ticino et ces obstacles ont sans doute handicapé la chevalerie, et favorisé les tirailleurs toscans et espagnols : tout le jour, les arquebusiers ont harcelé les Français de leurs tirs sur leurs flancs et leurs arrières. 
Un bataillon de six mille Suisses parvint, par sa charge, à arrêter les impériaux et sauva les débris de l’armée française ; mais les arquebusiers les plus habiles parvenaient à sauter en marge des chemins pour éviter les mercenaires suisses, et se reformaient à la première occasion. À la tombée du jour, l'armée espagnole vint finalement relever les arquebusiers. Bonnivet fit charger sa cavalerie sans véritable résultat et fut blessé d'un tir d'arquebuse,. 
Pressé par le marquis de Pescaire, Bonnivet confia la retraite à Bayard, qui sauva l'armée à Romagnano ; dans cette action, Jean de Chabannes fut tué, et le chevalier Bayard, mortellement blessé par un coup d'escopette dans le dos. La colonne vertébrale brisée, il enjoignit à ses compagnons de le quitter.
L'évacuation du Milanais fut entière.

## Conséquences
Au début du mois de juillet 1524, le comte de Lannoy lance l'invasion de la Provence, confiée à Don Fernando de Ávalos et au Duc de Bourbon : les Impériaux franchissent les Alpes avec une armée de près de 11 000 hommes. Ils s'emparent des petites villes sur la route d'Aix-en-Provence et les pillent, jusqu'à ce que Charles de Bourbon s'empare d'Aix le 9 août : il revendique désormais le titre de comte de Provence.
À la mi-août, Fernando d'Avalos et Charles de Bourbon mettent le siège devant Marseille, le dernier bastion français en Provence ; mais leurs assauts se succèdent en vain, et lorsque l'armée de François Ier atteint Avignon à la fin du mois de septembre, les commandants impériaux comprennent qu'ils doivent faire retraite vers l'Italie.
À la mi-octobre, François Ier repasse les Alpes et marche sur Milan à la tête d'une armée de plus 40 000 hommes.